# Ungdomens källa

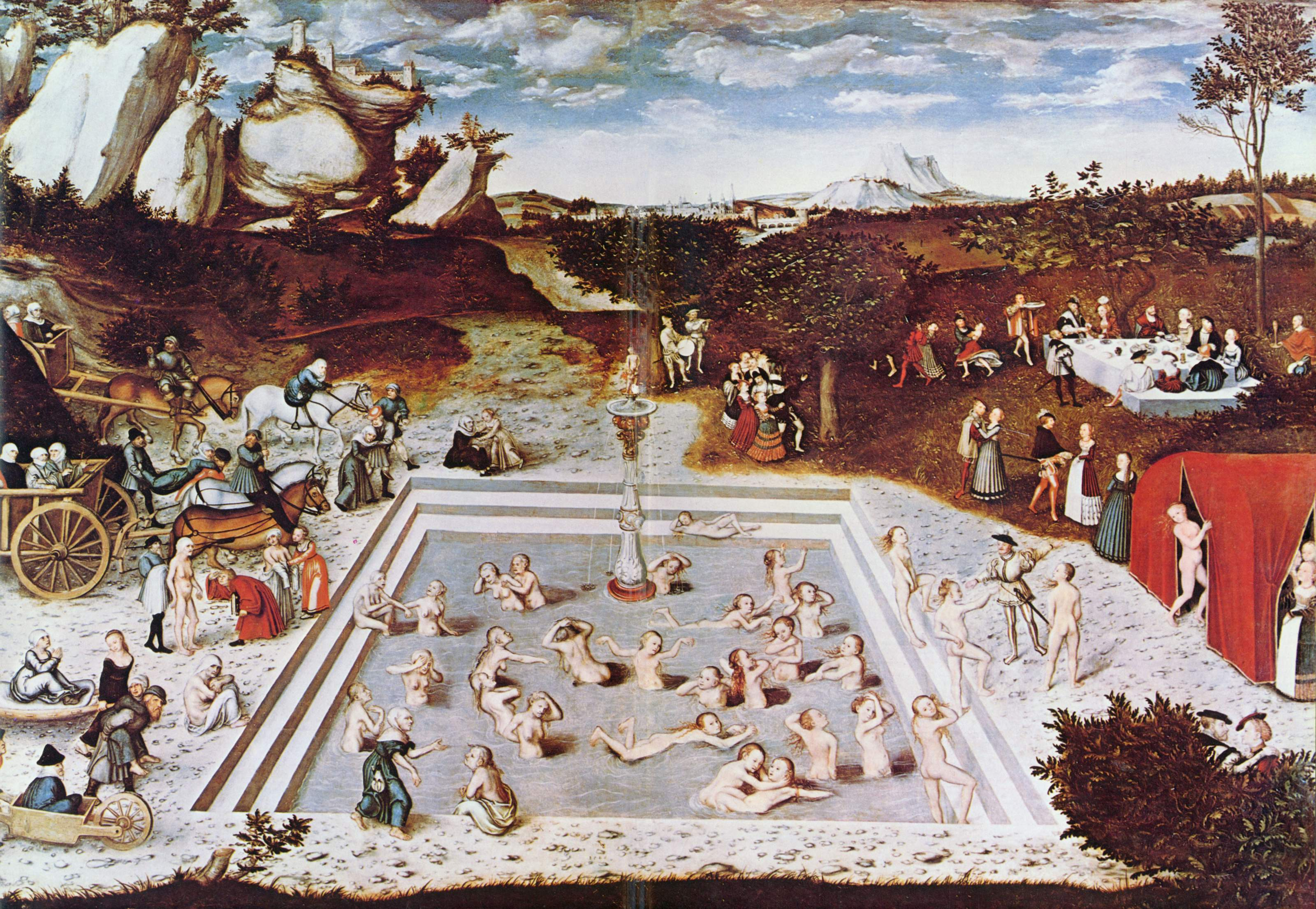
Ungdomens källa av Lucas Cranach d.ä.

Ungdomens källa är en mytologisk vattenkälla som påstås göra alla som doppar sig i eller dricker av vattnet yngre. 
Historier om källan har berättats på flera håll, bland annat Herodotos och de spanska upptäcktsresandena trodde sig veta var de skulle leta efter källan. Herodotos menade att källan låg i östra Afrika och att befolkningen där levde i cirka 120 år.